# Scaptodrosophila fuscithorax
Scaptodrosophila fuscithorax är en tvåvingeart som först beskrevs av Malloch 1924.  Scaptodrosophila fuscithorax ingår i släktet Scaptodrosophila och familjen daggflugor. Inga underarter finns listade i Catalogue of Life.